# Алиговска
Алиговска е село в Южна България. То се намира в община Смолян, област Смолян. Алиговска е най-малкото населено място в кметство Арда. Разположено е в неголяма равнина, която в горния си край опира във Високото борце. Тук се открива изглед към върховете Карлък, Кайнадина и Снежанка. Името на селото произлиза от старославянската дума лъг – ливада, тревясало място.
На 8 януари 1942 г. в дома на загиналия в Отечествената война Кестебеков е родена народната певица Валя Балканска. За нейното певческо дарование тя е удостоена със званието „заслужила артистка“. Песента и „Излел е Дельо хайдутин“ е избрана от проф. Карл Сейгън да лети с космическата станция „Вояджър". Според него в мелодиката и ритъма на песента за българския войвода са изразени надеждите, духът и силата на българите, на целия човешки род.

## География
Село Алиговска се намира в планински район.